# Astragalus bonariensis
Astragalus bonariensis är en ärtväxtart som beskrevs av Gomez-sosa. Astragalus bonariensis ingår i släktet vedlar, och familjen ärtväxter. Inga underarter finns listade i Catalogue of Life.